# 1993 au Zaïre
Chronologie de l'Afrique
1991 au Zaïre - 1992 au Zaïre - 1993 au Zaïre - 1994 au Zaïre - 1995 au Zaïre
1991 par pays en Afrique - 1992 par pays en Afrique - 1993 par pays en Afrique - 1994 par pays en Afrique - 1995 par pays en Afrique

## Chronologie

### Janvier 1993
- Jeudi 28 janvier 1993 : Pillage de Kinshasa durant trois jours. À la suite d'une crise politique et économique aigüe, des billets de 5 millions de zaïres sont produits et distribués aux militaires comme paiement, mais ses billets sont refusés par les opérateurs économiques. Des militaires furieux des Forces armées zaïroises (FAZ) pillent la ville entière ; près de 2 000 personnes sont tuées (dont notamment l’ambassadeur de la France Philippe Bernard)[1].